# Makisu

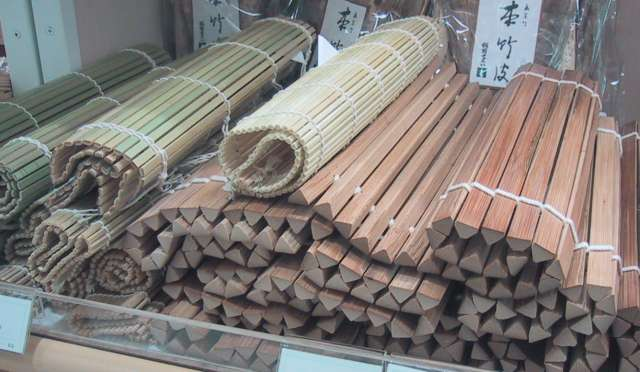
Makisu en diferents varietats

Un makisu (巻す) és una estora enrotllable de bambú i cotó que es fa servir en la preparació d'aliments. Són usats per a fer una classe de sushi enrotllat dit makizushi (巻き寿司), però s'utilitzen també per a donar formes a les truites i escórrer l'excés de líquid en els menjars.
Normalment són de 25 cm x 25 cm, encara que pot variar. N'hi ha de dues menes, un amb tires de bambú primes i un altre amb llistonets de bambú triangulars. Els experts consideren que l'estora gruixuda és més polivalent, mentre que la prima s'ha dissenyat especialment per a fer makizushi.
Després de fer-lo servir, cal assecar el makisu per a evitar fongs i bacteris.